# Абатство Ампълфорт
Абатство Ампълфорт (на английски: Ampleforth Abbey) е бенедиктинско абатство в селището Ампълфорт, графство Северен Йоркшър, Великобритания.

## История
Абатството е основано през 1802 г., но историята на монашеската общност датира от няколко столетия преди това. Въпреки че английските бенедиктински манастири са разпуснати от крал Хенри VIII през 1530 г., 20 години по късно част от бенедиктинците се установяват в Уестминстърското абатство с подкрепата на католическата кралица Мария I Тюдор. След коронясването на кралица Елизабет I, монасите отново са подложени на преследване. През 1607 г. само един от монасите в Уестминстър е останал жив – Сигбърт Бъкли. Поради наказателните репресии срещу католиците в Англия през 1608 г. той заедно с група английски монаси напускат Англия и се преместват във Франция. През 1615 г. английските монаси се установяват в Дьелуар (Dieulouard) в Североизточна Франция, близо до Нанси, където основават манастира „Сейнт Лорънс“.
През 1792 – 1793 г. по време на Френската революция монасите са изгонени от Франция и се завръщат в Англия. По това време Ан Феърфакс, дъщеря на Чарлз Гегъри Феърфакс, 9 виконт Феърфакс дарява сграда в Апълфорт на своя свещеник отец Анселм Болтън, който от своя страна през 1802 г. предава имота във владение на завърналите се от Франция бенедиктинци, които се установяват в нея и създават свой манастир. През 1803 г. монасите откриват в манастира католическо училище. Строителството на новия манастир приключва чак през 1897 г.
През 1900 г. манастирът придобива статут на самостоятелно абатство. По това време в Ампълфорт има около 100 монаси и за първи игумен е избран Осуалд Смит, който заема този пост до смъртта си през 1924. Той е наследен като абат от Едмънд Матюс.
Към 1960 г. в абатството живеят 169 монаси. Въпреки че днес броят им е намалял наполовина – през 2012 г. общността наброява 86 монаси, те продължават да работят в училища, енории, в манастирското стопанство и хотел.
Днес абатство Ампълфорт е действащ мъжки католически манастир – част от Бенедиктинския орден. Монасите произвеждат ликьор, джин, бренди, сайдер и бира, които се продават в манастирския магазин.
Създеденото през 1802 г. манастирско училище днес е независим колеж-интернат „Ampleforth College“, с около 600 студенти.

## Списък на абатите
- 1900 – 1924: Oswald Smith
- 1924 – 1939: Edmund Matthews
- 1939 – 1963: Herbert Byrne
- 1963 – 1976: Basil Hume
- 1976 – 1984: Ambrose Griffiths
- 1984 – 1997: Patrick Barry
- 1997 – 2005: Timothy Wright
- 2005: Cuthbert Madden

## Абатска бира Ампълфорт
Абатската бира „Ampleforth Abbey beer“ се произвежда от 2012 г. от пиваварната „Little Valley Brewery“ по стара монашеска рецепта от ХVІІ век. Абатската бира е в стил тъмен трапистки дубъл ейл, с вторична ферментация в бутилката, с алкохолно съдържание 7 об.%. Бирата има пикантен вкус и аромат на хмел, малц, шоколад и тъмни плодове.